# 家計経済研究所
公益財団法人家計経済研究所（かけいけいざいけんきゅうじょ）は、公益財団法人。以前は内閣府所管の財団法人だったが、公益法人制度改革に伴い、2010年4月1日に公益財団法人に移行。研究誌「家計経済研究」を発行。２017年法人を解散。

## 概要
- 所在：東京都千代田区平河町1-3-13 ヒューリック平河町ビル6階
- 設立：1986年7月18日
- 会長：塩野谷祐一（経済学者、文化功労者、一橋大学名誉教授）
- 2017年12月5日をもって解散した。